# Amra Silajdžić
Amra Silajdžić (* 1. Oktober 1984 in Sarajevo, SFR Jugoslawien) arbeitet hauptberuflich als Model sowie als Schauspielerin.

## Leben
Silajdžić‘ Modelkarriere begann im Jahr 2000, als sie 15 war. Sie wurde zum Metropolitan Top Model gekrönt und gewann den Press Price, einen internationalen Wettbewerb in China. Mehrere Fotografen entdeckten sie und so wurde sie auch außerhalb von Bosnien immer gefragter. 2010 zog sie nach Los Angeles, woraufhin sie auch dort für Werbespots, TV-Shows und auch kleinere Film- und Serienrollen gebucht wurde.
2011 wurde sie die erste Botschafterin der Bosana Foundation, eine gemeinnützige Organisation mit dem Ziel, den Lebensunterhalt und den Zugang zu Bildung für die marginalisierte Bevölkerung von Bosnien und Herzegowina zu verbessern.
Silajdžić steht bei Elite Model Management unter Vertrag. Außer ihrer bosnischen Muttersprache spricht sie Englisch und Französisch.
Sie war von 2001 bis 2007 mit Vladimir Vicentijevic verheiratet und hat aus dieser Ehe eine Tochter. Von ihrem Lebensgefährten Edin Džeko bekam sie im Februar 2016 ebenfalls eine Tochter.

## Filmografie (Auswahl)
- 2010: CSI: NY (Fernsehserie, eine Folge)
- 2011: Entourage (Fernsehserie, eine Folge)
- 2012: Apartment 23 (Don’t Trust the B---- in Apartment 23, Fernsehserie, eine Folge)
- 2012: Gothic Assassins
- 2015: Silicon Valley (Fernsehserie, eine Folge)
- 2016: Gothic Assassins Redux